# Hockey North
Hockey North är ett kanadensiskt regionalt ishockeyförbund som ansvarar för all ishockeyverksamhet på amatörnivå i de kanadensiska territorierna Northwest Territories och Nunavut.
De hade 3 466 registrerade (3 137 spelare, 257 tränare och 72 domare) hos sig för säsongen 2017–2018.
Hockey North är medlem i det nationella ishockeyförbundet Hockey Canada.

## Förbund
Följande förbund ingår/ingick i Hockey North:
- Iqaluit Senior Men's Hockey Association
- Northwest Territories Hockey Association
- Nunavut Hockey Association

## Ligor
Följande ligor är/var sanktionerade av Hockey North:
- Iqaluit Junior Hockey League
- Rankin Inlet Senior Men's Hockey League